# Конференция ООН по изменению климата (2015)
Конференция ООН по изменению климата 2015 года (Conference of the Parties, COP21, КС-21) — 21-я конференция сторон участников рамочной конвенции ООН об изменении климата и 11-я — в рамках совещания сторон по Киотскому протоколу (CRP-11). Проходила в Ле-Бурже во Франции с 30 ноября по 12 декабря 2015 года. Результатом конференции стала выработка Парижского соглашения.
Накануне этой конференции, 4 и 5 июня 2015 года, в Марселе прошла также конференция MedCop21, посвящённая климатическим проблемам Средиземноморья.

## Хронология переговоров по климату
- Открытие конференции в Лиме COP 20 (2014)
- Стокгольмская конференция прошла с 5 по 16 июня 1972 года в Стокгольме. Это был первый мировой симпозиум, на котором была затронута проблема окружающей среды на мировом уровне и где впервые в рамках международного права был принят документ в области охраны окружающей среды. Стокгольмская конференция определила 26 принципов, план действий, содержащий 109 рекомендаций, и разработала программу ООН по охране окружающей среды (ЮНЕП). По словам Жака-Андре Эртига, именно в Стокгольме «охрана окружающей среды стала одной из приоритетных задач для многих стран». Он цитирует Кларка и Тимберлейка, по оценке которых до 1972 года существовало не более 10 министров окружающей среды, а в 1982 число министров и государственных секретарей возросло до 110.
- Создание МГЭИК, Международной группы по борьбе с климатическими изменениями (1988) имело своей целью изучение с научной точки зрения влияния человека на климатические изменения, оценку рисков и выработку стратегии по смягчению последствий.
- В 1990 году было создано AДЕМЕ, Агентство по окружающей среде и управлению энергетикой — государственное учреждение, которое участвует в реализации политики в области устойчивого развития, охраны окружающей среды и энергетики. Оно предоставляет в распоряжение государственных предприятий, организаций и территориальных объединений услуги по консалтингу и экспертизе.
- Конференция в Рио 4 (1992), также известная как Саммит Земли или Конференция ООН по защите окружающей среды и развитию (ЮНСЕД), собрала представителей 182 стран в Рио-де-Жанейро, чтобы обсудить будущее планеты. Именно во время первого Саммита Земли была разработана концепция устойчивого развития, описывающая процесс эволюции, позволяющий отвечать текущим запросам граждан, не затрагивая их будущих интересов. 170 из присутствующих в Рио стран одобрили «План 21» или «21 Действие». Этот план из 40 глав содержит программу действий и 2500 рекомендаций в отношении всех возможных сфер влияния человека на окружающую среду. На Конференции в Рио план был одобрен 178 главами государств. Саммит также установил ежегодный порядок встреч в рамках конвенции ООН по климатическим изменениям (РКИК ООН).
- Киотское соглашение в отношении выброса парниковых газов (1990—2007)

Протокол Киото5 (1997) — это международное соглашение, подписанное в ходе СОР3 в Киото в декабре 1997 года. В нём закреплены обязательные цели и сроки по сокращению выбросов парниковых газов в большинстве стран, включая промышленно развитые. Договор построен на основе Рамочной Конвенции ООН об изменении Климата (РКИК ООН); страны-члены решили создать более строгий протокол. Обязательная цель, предусмотренная Киотским протоколом для различных стран, в поддержании уровня выбросов парниковых газов на уровне от −8 % до +10 % по сравнению с показателями 1990 года. Соглашение предусматривает определённую гибкость для стран в отношении путей и способов достижения поставленных в Протоколе задач (увеличение количества лесов, финансирование зарубежных проектов и т. д.). Вступление в силу Киотского Протокола состоялось лишь в феврале 2005 года.
- Соглашения в Бонне и Марракеше (2001), являются результатом переговоров, проведенных в ходе СОР 6 в Бонне в июле 2001 года и СОР7 в Марракеше в ноябре того же года. Он касается, в частности, обязательств развитых стран оказать помощь развивающимся. Подписание именно этих соглашений, определившего порядок осуществления Киотского Протокола, открыло путь его ратификации и реализации.
- Вступление в силу Киотского протокола (2005). В феврале 2005 года, 55 стран, на долю которых приходилось в среднем 55 % выбросов углекислого газа в 1990 году ратифицировали протокол. Его вступление в силу означало для 30 промышленно развитых стран обязательство достичь целей по снижению или ограничению выбросов парниковых газов. Это позволило также официально конкретизировать международный рынок торговли углеродом и установить Механизм чистого развития (МЧР).
- Копенгагенское соглашение (2009) — это трехстраничный текст, который объединяет общие направления действий в области изменения климата на международном уровне (снижение выбросов парниковых газов, ограничение глобального потепления на 2 °C, финансирование в размере 30 миллиардов долларов в 2010—2012 годы).
- Соглашения в Дурбане (2011)направлены на принятие в 2015 году универсального соглашения. Они положили начало формулировке нового протокола, принятие которого в 2015 году должно было привести к конкретным результатам в отношении выбросов парниковых газов и снижению темпов глобального потепления до 2 °C уже к 2020 году.
- СОР 20 в Лиме (2014) вывела на первый план необходимость дополнительных усилий для поддержания темпов потепления ниже 2 °C к 2100 году. Она привела к редактированию предварительного документа будущего соглашения СОР21 в Париже и утверждению 37 страниц текста 6.

## Цели и задачи
В пятом докладе межправительственной экспертной группы по вопросам изменения климата (GIEC) в 2014 году было спрогнозировано повышение температуры в пределах от 0,3 до 4,8 % к 2100 году.
По данным оргкомитета, цель этой конференции — впервые « достичь универсального и обязательного для выполнения соглашения, позволяющего эффективно бороться против изменения климата и ускорить переход к обществу и экономике, мало потребляющим углеродные технологии». С этой целью соглашение, которое, как ожидается, вступит в силу в 2020 году, должно привести к снижению выбросов парниковых газов и адаптации компаний к изменениям климата, настоящим и будущим. Оно призвано найти баланс между потребностями и возможностями каждой страны. Распределение усилий между развитыми странами и странами с формирующейся экономикой является одной из самых болезненных точек переговоров.
Для подготовки соглашения, каждая страна должна подготовить и опубликовать к дате Парижской конференции СОР 21 конкретный план работы и включиться таким образом в общий процесс.
Парижская конференция должна также помочь развитым странам собирать по 100 миллиардов долларов в год, начиная с 2020 года, частично через «Зеленый Фонд» для помощи в борьбе с климатическими изменениями.

## Обязательства государств
В рамках подготовки Парижской Конференции СОР21 и в соответствии с решениями, принятыми СОР19 в Варшаве и СОР20 в Лиме, каждая страна должна сделать свой вклад, принятый на национальном уровне, достоянием общественности. На данном этапе эти проекты пока расцениваются лишь как намерения, а не обязательства. Это так называемый процесс Предварительного определения национальных вкладов (Intented Nationally Determined Contributions).
Основная цель этого процесса — вывести на новый уровень вовлеченность стран. Вторая цель — приняв во внимание особенности каждой страны, учесть их в общем амбициозном проекте. Третья цель касается прозрачности; все программы должны быть опубликованы на сайте РКИК ООН.
Наконец, все проекты направлены на снижение выбросов парниковых газов и предусматривают развитие национальных экономик и адаптацию условий жизни людей к изменениям климата — фактическим и ожидаемым.
Вклады стран-участниц Парижской конференции СОР21 разнообразны как с точки зрения содержания, так и по времени обнародования. Так, страны с развитой экономикой должны были представить свои программы к 31 марта 2015, в то время как развивающиеся страны имеют возможность представить свои программы до осени. Вот список стран, уже озвучивших свои предложения:
- 27 февраля 2015 : Швейцария первой официально представила свой проект: сократить на 50 % выбросы парниковых газов в период с 1990 по 2030, 30 % из которых на своей территории и 20 % при участии в проектах за границей.
- 6 марта 2015 : 28 стран Евросоюза, на которые приходится около 10 % выбросов на планете, обязались сократить на 40 % выбросы парниковых газов до 2030 года по сравнению с показателями 1990. Основная цель в долгосрочной перспективе — сократить выбросы на 80-95 % к 2050.
- 27 марта 2015 : Норвегия обязалась сократить как минимум на 40 % выбросы парниковых газов к 2030.
- 30 марта 2015 : Mексика первая из развивающихся стран представила свои обязательства — на 22 % сократить выбросы парниковых газов к 2030 (после спрогнозированного на 2026 год пика) по сравнению с 2013. Благодаря финансовой поддержке и развитию технологий выбросы могут сократиться на 36 %.
- 31 марта 2015 : Россия объявила о намерении сократить выбросы парниковых газов с 25 % до 20 % к 2030 по сравнению с 1990. В данном вопросе Россия рассчитывает на свои лесные ресурсы, которые составляют 20 %[2] мирового леса.
- 31 марта 2015 : Соединенные Штаты Америки, второй источник в мире по уровню выбросов парниковых газов, совместно с Китаем (в ноябре 2014)обязались сократить свои выбросы на 26-28 % к 2025 (по сравнению с 2005).
- 1 апреля 2015 : Габон первым из африканских стран озвучил свои обязательства по снижению выбросов на 50 % в случае стабильности политической ситуации. Страна представила также список мер, направленных на сохранение береговой линии, особенно в условиях повышения уровня моря.
- 23 апреля 2015 : Лихтенштейн обязался снизить выбросы парниковых газов на 40 % к 2030 по сравнению с 1990.
- 30 апреля 2015 : княжество Aндорра обязалось сократить на 37 % выбросы парникового газа к 2030 за счет энергетического сектора и отходов, которые являются основным источником этих выбросов.
- 18 мая 2015 : Канада зафиксировала цель по снижению выбросов на 30 % к 2030 по сравнению с 2005.
- 3 июня 2015 : Maрокко сформулировало свои обязательства по сокращению выбросов парниковых газов на 13 % к 2030 и, возможно, на 32 % при условии финансовой помощи международного сообщества.
- 11 июня 2015 : Эфиопия обязалась, при условии достаточного финансирования, зафиксировать на уровне145 миллионов тонн и ниже выбросы углекислого газа к 2030 или снизить их на 64 % по сравнению с прогнозами при условии стабильной политики.
- 11 июня 2015 : Сербия приняла проект 11 по снижению выбросов на 9,8 % к 2030 по сравнению с 1990. Она первой из Балканских стран и из числа стран-кандидатов на вступление в Евросоюз представила свою программу.
- 30 июня 2015 : Исландия зафиксировала своей целью снизить выбросы парниковых газов на 12 40 % к 2030 по сравнению с 1990.
- 30 июня 2015 : Китай определил три основные цели своей программы13 : достичь пика выбросов CO2 к 2030; сократить на 60-65 % выбросы углекислого газа на единицу ВВП по сравнению с 2005, учитывая, что выбросы уже сократились на 33,8 % в 2014 по сравнению с 2005 ; увеличить использование возобновляемых источников энергии, а также ядерной энергии с тем, чтобы использование первичной энергии п 20 % к 2030 (для примера 11,2 % в 2014).
- 30 июня 2015 : Южная Корея 14 заявила о намерении сократить выбросы парниковых газов на 37 % к 2030.
- 3 июля 2015 : Сингапур 15 озвучил намерение сократить выбросы парниковых газов на 36 % к 2030 по сравнению с 2005, а также стабилизировать выбросы СO2, достигнув пика к 2030.
- 7 июля 2015 : Новая Зеландия 16 ставит целью сократить выбросы на 30 % к 2030 по сравнению с 2005,что составит снижение на 11 % по сравнению с 1990.
- 17 июля 2015 : Япония 17 к 2030 обязуется сократить выбросы парниковых газов на 25,4 % по сравнению с 2005 (26 % по сравнению с 2013). Эта цифра к 2030 составит около 1,04 миллиарда тонн эквивалентов углекислого газа.
- 21 июля 2015 : Маршалловы острова 18 предложили свою программу по снижению выбросов парниковых газов на 32 % к 2025 по сравнению с уровнем 2010 и на 45 % к 2030, основная цель — достижение нейтрального баланса к 2050.

Величины годовой эмиссии США, ЕС и Китая на основе Предварительного определения национальных вкладов, подготовленных к международной конференции в декабре 2015 года в Париже. Чёрная линия представляет глобальную эмиссию, соответствующую потеплению 2 °С.

В работе Peters et al. (2015) предложен метод оценки заявлений о намерениях отдельных стран в отношении эмиссии СО2 с точки зрения цели ограничения потепления величиной 2 °С. Методической основой оценки является понятие эмиссионного бюджета СО2.
На графике показано, как обещанные сокращения эмиссии трех крупнейших эмиттеров СО2 соотносятся с целью удержания потепления в пределах 2 °С.
Авторы работы указывают, что, как продемонстрировано в Raupach и др. 2014, решение по разделу эмиссионного бюджета находится в диапазоне между двумя крайними подходами:
- равное право на эмиссию в расчете на одного человека, независимо от страны проживания
- раздел эмиссионного бюджета пропорционально фактической текущей эмиссии отдельных стран.

Соответственно, можно оценить добросовестность предложений отдельных стран, сравнивая их с квотами на эмиссию по принципам «равенство» и «инерция». США выйдут за пределы квоты по принципу «равенство» в 2020 году, по принципу «инерция» в 2050 году, для ЕС соответствующими временными рубежами будут 2032 и 2044 годы, а для Китая 2027 и 2030 годы. Таким образом, с точки зрения официальной цели переговоров эти предложения явно недостаточны и находятся за пределами возможного компромисса.
Согласно Raupach и др. 2014 для цели 2 °С среднемировые темпы сокращения эмиссии СО2 должны составлять примерно 5,5 % в год, достигая для развитых стран величин 10-15 % в год. Это ставит под вопрос возможность экономического роста в этих странах.

## Франция как принимающая сторона
Выбор страны, проводящей Конференцию, регламентируется четкими правилами. Место проведения конференции определяется поочередно в одной из пяти региональных групп ООН — Тихоокеанский регион /Азия, Восточная Европа, Латинская Америка /Карибский бассейн, Западная Европа и Африка. После определения региона, определяется страна.
В сентябре 2012 Франсуа Олланд, Президент Французской Республики, публично заявил о намерении Франции принять у себя Конференцию по климатическим изменениям COP 21 в 2015. Кандидатура Франции была одобрена ООН в апреле 2013, а затем официально утверждена на СOP19 в Варшаве в ноябре 2013.
COP 21 пройдет с 30 ноября по 11 декабря 2015 в Париже, в выставочном комплексе Ле Бурже. Этот комплекс был выбран благодаря своим возможностям разместить от 20 000 до 25 000 участников конференции, а также более 40 000 посетителей, которые не будут принимать непосредственного участия в обсуждениях.
Место проведения конференции объявлено «синей зоной», где полностью действуют правила доступа и безопасности, принятые ООН. То есть доступ в зону будет открыт только для лиц, аккредитованных секретариатом РКИК ООН.
Tри французских министра играют ключевую роль в подготовке COP21 и входят в её президиум: Лоран Фабиус, Министр иностранных дел и международного развития ; Сеголен Рояль, Министр экологии, устойчивого развития и энергетики; Aнник Жирарден, Госсекретарь по вопросам развития и франкофонии.
Эти министры возглавляют межминистерскую группу по организации и проведению Конференции COP 21.Группа делится на две «команды» : переговорную группу и общий секретариат.
Переговорная группа состоит из четырёх отделений
- сектор «Парижское соглашение» состоит из экспертов в области климатических изменений;
- сектор «Двусторонние и многосторонние отношения» занимается дипломатическими вопросами и переговорами по национальным обязательствам;
- сектор «Финансы» предназначен для мобилизации финансовых средств;
- сектор «Программа решений» координирует инициативы гражданского общества.

Общий секретариат состоит из шести отделений
- сектор « Логистика мероприятия и устойчивое развитие» занимается организацией доступа в выставочный центр Ле Бурже и координацией с секретариатом ООН по вопросам изменения климата ;
- сектор «Охрана и безопасность» обеспечивает безопасность участников COP21;
- сектор «Отношения с гражданским обществом» ответственно за часть конференции, посвященную гражданскому обществу;
- сектор «Коммуникации и пресса» занимается обеспечением связи с прессой и цифровой коммуникации;
- сектор «Партнерство государство-частный бизнес» отвечает за связи в области финансов или ноу-хау;
- сектор «Управление и финансы» отвечает за контроль за бюджетом СОР21.

## Участие гражданского общества
Саммит «Климат и Территории» в Лионе в июле 2015
Гражданское общество будет играть важную роль на Парижской конференции COP21. Хотя доступ в «синюю зону» будут иметь только лица, аккредитованные в Секретариате РКИК ООН, в рамках конференции предусмотрено проведение большого количества мероприятий (выставок, конференций, дискуссий). Активное привлечение граждан и негосударственного сектора (органов местного самоуправления, предприятия частного сектора, НПО, ученых, др.) к переходу на новые виды энергии, к экологическим проблемам и адаптации к климатическим изменениям — важная задача как для негосударственных организаций, так и для принимающих решения лиц.
В рамках подготовки и проведения Парижской конференции предусмотрены многочисленные мероприятия. Например, в субботу 6 июня 2015 года прошли «крупнейшие гражданские слушания по вопросам энергетики и климата», включившие в себя результаты 104 дискуссий, проведенных в 83 странах в течение 24 часов. Условия и правила проведения этих слушаний (метод одобрен Danish Board of Technology, и протестирован дважды в масштабах «World Wise Views») предусматривают репрезентативную выборку по результатам опроса, состоящего из 5 пунктов: важность борьбы с климатическими изменениями, финансирование переходных этапов, передача технологий, ответственность государств за принятые обязательства и контроль за их исполнением осуществляемый Францией в партнерстве с Национальной комиссией по публичным обсуждениям (CNDP) и Aссоциацией регионов Франции (ARF). Результаты проведенных опросов с сравнительным анализом приоритетов, точек сближения и разногласий стран-участниц доступны начиная с 10 июня участникам межсессионных переговоров в Бонне, лицам, принимающим решения, некоммерческим организациям и всем заинтересованным в работе Парижской конференции COP21. Все рекомендации, сделанные гражданами, были рассмотрены в рамках Всемирного Саммита Климат&Территории, организованного регионом Рона-Альпы в начале июля 2015 в Лионе.

## Критика
Соглашение не предусматривает какой-либо формы ответственности за нарушение обещаний, а в международно-правовом смысле сокращения эмиссии вообще не являются обязательными.
В связи с этим климатолог Джеймс Хансен назвал текст соглашения «мошенническим», другие критики говорят о «соглашении об увеличении эмиссии».
Джордж Монбио назвал соглашение «комически односторонним» имея в виду отсутствие в нём ограничений на добычу ископаемого топлива. Правительства, столь торжественно обещающие в Париже сократить эмиссию, у себя дома озабочены извлечением максимальной прибыли из добычи нефти и газа.
Некоторые считают примечательным тот факт, что в тексте соглашения вообще не встречается словосочетание «ископаемое топливо».
По мнению профессора Кевина Андерсона, несмотря на широковещательные заявления об ограничении потепления величиной 1,5 °С, пересмотр обещаний сторон раз в пять лет не оставляет серьезных шансов остаться хотя бы в пределах эмиссионного бюджета для 2 °С. Если мы серьёзно относимся к глобальному потеплению, 10 % человечества, ответственные за 50 % эмиссии, должны резко сократить своё энергопотребление.